# 쇼니 스케모토
쇼니 스케모토(少弐 資元, しょうに すけもと)는 일본 센고쿠 시대(戦国時代)의 다이묘(大名)로 쇼니씨(少弐氏) 16대 당주이다.

## 생애
조쿄(長享) 3년/엔토쿠(延徳) 원년(1489년) 히젠국(肥前国)의 센고쿠 다이묘(戦国大名) 쇼니 마사스케의 아들로 태어났다.
메이오(明応) 6년(1497년) 아버지 마사스케와 형 다카쓰네(高経)는 무로마치 막부(室町幕府)의 추토령을 받은 스오(周防)의 오우치 씨(大内氏)의 공격으로 멸망하였다. 당시 스케모토는 아직 어렸기 때문에 히라타케 스케사다(横岳資貞) 등 옛 신하들에 의해 히젠 미네 군(三根郡)의 니시지마 성(西島城)에서 보호를 받게 되었다. 원복(元服)을 행할 무렵에 분고국(豊後国)의 오토모 마사치카(大友政親)의 후원을 받아 쇼니 씨를 일으켰다.
교로쿠(享禄) 3년(1530년), 오우치 요시타카(大内義隆)의 명을 받은 지쿠젠 국(筑前国)의 슈고다이(守護代) ・ 스기 오키카즈(杉興運)의 침공을 받았으나 다테나와테 전투(田手畷の戦い)에서 가신 류조지 이에카네(龍造寺家兼) 등의 도움으로 이를 격퇴하였다. 그러나 이로 인해 류조지 씨(龍造寺氏)의 힘이 대두하게 되어 쇼니 씨의 힘은 차츰 쇠퇴하였다. 또한 거듭되는 오우치 씨의 침공에 견디지 못하고 이에카네의 진언을 받아 요시타카와 화의를 맺었다.、그러나 이 화의는 오우치의 모략이었고, 덴분(天文) 4년(1535년) 스케모토는 오우치 씨에게 모든 영지를 넘겨주게 되었다.
덴분 5년(1536년) 다자이노다이니(大宰大弐) 관직을 받은 요시타카는 가신 스에 오키카타(陶興房)에게 스케모토를 공격할 것을 명했고, 스케모토는 가즈미네 성(梶峰城)에서 자결했다. 가즈미네 성은 공교롭게도 아버지 마사쓰네가 자결한 곳이기도 했다.
스케모토의 아들 후유히사(冬尚)는 하스이케 성(蓮池城)의 오타 스케미쓰(小田資光, 마사미쓰政光의 할아버지)에게로 달아나 쇼니 씨의 혈맥을 보존하였다.

## 이름자를 받은 인물
- 에가미 모토타네(江上元種) - 에가미 씨(江上氏)로 에가미 다케타네(江上武種)의 숙부에 해당하며, 스케모토의 옹립에 공헌하였다.
- 오타 모토미쓰(小田元光) - 오타 씨(小田氏)로 스케미쓰(資光)의 조부이자 마사미쓰(政光)의 아버지이다.
- 쇼니 모토모리(少弐元盛) - 넷째 아들이다. ※다만 스케모토가 자결했을 때 그는 겨우 한 살이었으며, 원복을 행할 때 죽은 아버지 스케모토의 이름자 한 자를 받았다.

## 참고 문헌
- 『歴代鎮西要略』
- 『歴代鎮西志』
- 『北肥戦誌』

| 전임 쇼니 마사스케 | 제16대 쇼니씨 당주 | 후임 쇼니 후유히사 |